# 維多利亞酒店
維多利亞酒店（The Victoria Hotel）位於澳門黑沙環區三角花園旁，是一家於2005年開業的國際標準的三星級酒店。酒店鄰近商業購物中心，附近交通便利。酒店設有132間客房，房內設有電視、音響、小冰箱、中央空調等基本三星級酒店設施。

## 事件

### 酒店旁商鋪兇殺案
1985年8月初，疑兇涉嫌於酒店旁邊的八仙飯店殺害東主一家九口及一名員工，死者年齡由7歲至70歲，直至翌年才被揭發。外界盛傳兇手把死者屍體製成叉燒包於飯店出售，因此本案又稱「人肉叉燒包案」。

### COVID-19 疫情
2021年10月4日，新型冠狀病毒感染應變協調中心公佈第72例確診個案為一宗未有源頭的本地感染個案 (後列為輸入相關病例個案)，該患者曾入住該酒店數晚，當局隨即對整幢酒店列為紅碼區，任何人士只進不出。 直至10月15日0時才解封。

## 鄰近景點
- 關閘
- 逸園跑狗場
- 蓮峰廟
- 三角花園